# SM Torpedoboot 11
SM Torpedoboot 11, zkráceně SM Tb.11 či SM Tb.XI, později Francesco Rismondo, byla rakousko-uherská pobřežní torpédovka (Küstentorpedoboot) typu Tb.7 účastníci se bojů první světové války.
Stejně jako ostatní lodě své třídy byla Tb.11 postavena v loděnicích Danubius Fiume.

## Únos
Na počátku války byla převelena z Puly do Šibeniku jako součást 10. torpédové divize. Dne 27. července 1915 odplula z Šibeniku jako součást menšího svazu (lehké křižníky Saida a Helgoland, 6 torpédoborců a 9 torpédovek) s cílem zaútočit na italskou stanici na ostrově Velká Palagruža.
Postupem času došlo k nárůstu nespokojenosti posádky, ať už kvůli špatné stravě, dlouhotrvajícím bojům nebo špatnému zacházení ze strany kapitána. Posádka lodi byla národnostně smíšená; tvořili ji převážně Češi a Chorvati a přítomni zde byli také dva německy mluvící důstojníci. Zastoupeni byli ale i Slováci, Slovinci, Srbové a Maďaři. Žádný z nich nechtěl dále bojovat za Rakousko-Uhersko. Nejvíce horovali za dezerci Francesco Donat (istrijský Ital) a Bohumil Brkl (Čech), kteří přeběhnutí zorganizovali. Přiměli svého nadřízeného důstojníka, aby na pozici rádiové komunikace vyměnil původně pro Rakousko loajálního námořníka za Bosence Dušana Jeriniće, který se chtěl také vzpoury zúčastnit. Vzpoura byla připravována na tajných nočních setkání zainteresovaných námořníků v lesích okolo Šibeniku v září 1917. První pokus měl proběhnout 23. září 1917, avšak kvůli podnapilosti některých členů nebylo možno tuto akci provést.
Druhý pokus z 5. října však proběhl zdárně. Tb.11 měla vyplout jako doprovod německé ponorky U-25 na její plavbě z Puly do přístavu v dnes černohorském městě Kotor. Přepadení se uskutečnilo v noci; organizátoři vzpoury (Donat, Brkl, Petrla apod.) zajistili zbraně, následně vtrhli do kajut důstojníků, které svázali a zamkli. To samé bylo uskutečněno s německy mluvícími námořníky, od kterých očekávali odpor, a s námořníky, kteří se ke vzpouře nepřipojili. Loď následně vyplula z přístavu na širé moře. Po několika hodinách člun doplul k italskému pobřeží poblíž města Potenza Picena, spustil rakousko-uherskou vlajku a vyvěsil bílou vlajku. Loď zakotvila v přístavu v Anconě ve 23:30. Tb.11 se tak dostala do italských rukou. Ti ji zařadili k 28. říjnu do svého námořnictva pod jménem Francesco Rismondo.
V únoru 1920 byla odzbrojena a stal se z ní hulk, v listopadu 1925 byla vyřazena ze služby a později sešrotována.
Tato událost, spolu se vzpourou v Boce Kotorské a stávkou pracovníků přístavu v Pule, vedla k tomu, že vedení rakousko-uherského námořnictva začalo vnímat námořníky české národnosti za vysoce nespolehlivé.